# Yakovlev UT-1
Lo Yakovlev UT-1 (in caratteri cirillici Яковлев УТ-1) fu un aereo da addestramento con capacità acrobatiche monoposto, monomotore e monoplano ad ala bassa, progettato dall'OKB 115 diretto da Aleksandr Sergeevič Jakovlev e sviluppato in Unione Sovietica all'inizio degli anni trenta.
Destinato sia all'aviazione civile che quella militare, grazie alle sue caratteristiche di manovrabilità venne utilizzato principalmente nella formazione dei futuri piloti da caccia sovietici, sia della Voenno-vozdušnye sily (V-VS), l'aeronautica militare, che dell'Aviacija Voenno-Morskogo Flota (AV-MF), l'aviazione di marina della Voenno-morskoj flot SSSR.

## Storia del progetto
Con l'entrata in servizio, nel 1934, del caccia monoplano Polikarpov I-16, la flotta a disposizione delle scuole di volo era basata su biplani, modelli che non offrivano le caratteristiche necessarie alla formazione dei piloti ai quali sarebbero stati destinati. Venne così emessa una specifica per la fornitura di un nuovo addestratore monoplano che l'ufficio di progettazione OKB diretto da Jakovlev soddisfece con l'UT-1, un leggero e compatto monoplano caratterizzato ad un singolo abitacolo aperto, motore radiale a cinque cilindri e carrello d'atterraggio fisso.

## Utilizzatori
Repubblica di Cina
- Chung-Hua Min-Kuo K'ung-Chün

 Unione Sovietica
- Aviacija Voenno-Morskogo Flota
- Voenno-vozdušnye sily